# Strefa ryftu
Strefa ryftu, strefa ryftowa – miejsce, w którym znajduje się pęknięcie skorupy ziemskiej – kontynentalnej lub oceanicznej – poprzez które magmy powstałe dzięki zmniejszeniu ciśnienia w podłożu litosfery wydostają się na zewnątrz. Następnie dochodzi do rozerwania skorupy i powstania ryftu, który zostaje wypełniony magmą, w wyniku czego narasta nowa skorupa ziemska.